# Wijken en buurten in Emmen
De Nederlandse gemeente Emmen is voor statistische doeleinden onderverdeeld in wijken en buurten. De gemeente is verdeeld in de volgende statistische wijken:
- Wijk 00 Emmen (CBS-wijkcode:011400)
- Wijk 01 Nieuw-Weerdinge (CBS-wijkcode:011401)
- Wijk 02 Roswinkel (CBS-wijkcode:011402)
- Wijk 03 Emmer-Compascuum (CBS-wijkcode:011403)
- Wijk 04 Barger-Compascuum (CBS-wijkcode:011404)
- Wijk 05 Nieuw-Dordrecht (CBS-wijkcode:011405)
- Wijk 06 Nieuw-Amsterdam (CBS-wijkcode:011406)
- Wijk 07 Erica (CBS-wijkcode:011407)
- Wijk 08 Klazienaveen (CBS-wijkcode:011408)
- Wijk 09 Zwartemeer (CBS-wijkcode:011409)
- Wijk 10 Schoonebeek (CBS-wijkcode:011410)
- Wijk 11 Emmen (CBS-wijkcode:011411)
- Wijk 12 Emmen (CBS-wijkcode:011412)
- Wijk 13 Veenoord (CBS-wijkcode:011413)
- Wijk 21 Nieuw-Schoonebeek (CBS-wijkcode:011421)
- Wijk 32 Weiteveen (CBS-wijkcode:011432)

Een statistische wijk kan bestaan uit meerdere buurten. Onderstaande tabel geeft de buurtindeling met kentallen volgens het Centraal Bureau voor de Statistiek (2008):
| CBS-buurtcode | Buurtnaam                                  | Inwonertal | Opp. totaal (ha) | Opp. land (ha) | Ligging                |
| ------------- | ------------------------------------------ | ---------- | ---------------- | -------------- | ---------------------- |
| BU01140000    | Noordbarge                                 | 1100       | 112              | 111            | Locatie in de gemeente |
| BU01140002    | Zuidbarge                                  | 390        | 95               | 93             | Locatie in de gemeente |
| BU01140003    | Weerdinge                                  | 590        | 127              | 127            | Locatie in de gemeente |
| BU01140004    | Westenesch                                 | 180        | 64               | 63             | Locatie in de gemeente |
| BU01140005    | Emmerschans                                | 1010       | 67               | 65             | Locatie in de gemeente |
| BU01140006    | Barger-Oosterveld                          | 3200       | 186              | 186            | Locatie in de gemeente |
| BU01140009    | Verspreide huizen overig dorpsgebied Emmen | 1070       | 4376             | 4338           | Locatie in de gemeente |
| BU01140100    | 3e Kruisdiep                               | 580        | 52               | 52             | Locatie in de gemeente |
| BU01140101    | 1e Kruisdiep                               | 2100       | 197              | 192            | Locatie in de gemeente |
| BU01140102    | Tramwijk                                   | 260        | 51               | 51             | Locatie in de gemeente |
| BU01140103    | Achterdiep                                 | 270        | 34               | 34             | Locatie in de gemeente |
| BU01140104    | Weerdingerkanaal                           | 240        | 51               | 49             | Locatie in de gemeente |
| BU01140106    | Siepelveen                                 | 110        | 79               | 79             | Locatie in de gemeente |
| BU01140109    | Verspreide huizen Nieuw-Weerdinge          | 120        | 2089             | 2074           | Locatie in de gemeente |
| BU01140200    | Roswinkel-Centrum                          | 310        | 38               | 38             | Locatie in de gemeente |
| BU01140206    | Oude Schuttingskanaal                      | 100        | 96               | 95             | Locatie in de gemeente |
| BU01140208    | Roswinkelerstraat                          | 190        | 54               | 54             | Locatie in de gemeente |
| BU01140209    | Verspreide huizen Roswinkel                | 230        | 1841             | 1816           | Locatie in de gemeente |
| BU01140300    | Emmer-Compascuum Centrum                   | 4910       | 279              | 273            | Locatie in de gemeente |
| BU01140301    | Emmer-Erfscheidenveen                      | 1960       | 298              | 296            | Locatie in de gemeente |
| BU01140302    | Foxel                                      | 480        | 77               | 75             | Locatie in de gemeente |
| BU01140303    | Oosterdiep                                 | 520        | 95               | 92             | Locatie in de gemeente |
| BU01140304    | Hoofdkanaal                                | 80         | 56               | 54             | Locatie in de gemeente |
| BU01140309    | Verspreide huizen Emmer -Compascuum        | 180        | 2892             | 2859           | Locatie in de gemeente |
| BU01140400    | Barger-Compascuum-Centrum                  | 1390       | 121              | 118            | Locatie in de gemeente |
| BU01140401    | Scholtenskanaal                            | 190        | 128              | 122            | Locatie in de gemeente |
| BU01140402    | Verlengde-Oosterdiep                       | 240        | 121              | 116            | Locatie in de gemeente |
| BU01140408    | Limietweg                                  | 160        | 123              | 122            | Locatie in de gemeente |
| BU01140409    | Verspreide huizen Barger-Compascuum        | 50         | 2166             | 2153           | Locatie in de gemeente |
| BU01140500    | Nieuw-Dordrecht                            | 1360       | 97               | 97             | Locatie in de gemeente |
| BU01140502    | Oranjedorp                                 | 420        | 152              | 144            | Locatie in de gemeente |
| BU01140503    | Vastenow                                   | 210        | 42               | 42             | Locatie in de gemeente |
| BU01140504    | Herenstreek                                | 70         | 33               | 33             | Locatie in de gemeente |
| BU01140509    | Verspreide huizen Nieuw-Dordrecht          | 10         | 653              | 651            | Locatie in de gemeente |
| BU01140600    | Nieuw-Amsterdam-Centrum                    | 4400       | 288              | 276            | Locatie in de gemeente |
| BU01140601    | Barger-Erfscheidenveen                     | 130        | 44               | 43             | Locatie in de gemeente |
| BU01140608    | Langs de Vaart                             | 240        | 56               | 50             | Locatie in de gemeente |
| BU01140609    | Verspreide huizen Nieuw-Amsterdam          | 130        | 888              | 864            | Locatie in de gemeente |
| BU01140700    | Erica-Centrum                              | 3870       | 210              | 205            | Locatie in de gemeente |
| BU01140701    | Amsterdamscheveld                          | 200        | 56               | 54             | Locatie in de gemeente |
| BU01140702    | Beekweg                                    | 280        | 488              | 479            | Locatie in de gemeente |
| BU01140707    | Verlengde Vaart                            | 90         | 24               | 21             | Locatie in de gemeente |
| BU01140708    | Ericasestraat                              | 240        | 89               | 89             | Locatie in de gemeente |
| BU01140709    | Verspreide huizen Erica                    | 250        | 1480             | 1459           | Locatie in de gemeente |
| BU01140800    | Klazienaveen-Noord                         | 4610       | 341              | 335            | Locatie in de gemeente |
| BU01140801    | Klazienaveen-Zuid                          | 6150       | 285              | 282            | Locatie in de gemeente |
| BU01140802    | Barger-Oosterveen                          | 320        | 43               | 43             | Locatie in de gemeente |
| BU01140803    | Kloostermanswijk                           | 230        | 43               | 42             | Locatie in de gemeente |
| BU01140804    | Dordse Dijk                                | 110        | 29               | 29             | Locatie in de gemeente |
| BU01140806    | Derksweg                                   | 150        | 47               | 47             | Locatie in de gemeente |
| BU01140807    | Tuinbouwcentrum Klazienaveen               | 230        | 373              | 354            | Locatie in de gemeente |
| BU01140809    | Verspreide huizen Klazienaveen             | 180        | 2013             | 1998           | Locatie in de gemeente |
| BU01140900    | Zwartemeer-Centrum                         | 2820       | 230              | 227            | Locatie in de gemeente |
| BU01140901    | Kamerlingswijk                             | 230        | 45               | 45             | Locatie in de gemeente |
| BU01140909    | Verspreide huizen Zwartemeer               | 50         | 1188             | 1040           | Locatie in de gemeente |
| BU01141000    | Schoonebeek                                | 3930       | 213              | 213            | Locatie in de gemeente |
| BU01141001    | Oosterse Bos en Middendorp                 | 220        | 129              | 129            | Locatie in de gemeente |
| BU01141002    | Westerse Bos                               | 130        | 114              | 114            | Locatie in de gemeente |
| BU01141003    | Zandpol                                    | 460        | 31               | 30             | Locatie in de gemeente |
| BU01141004    | Industrieterrein De Vierslagen             | 40         | 89               | 88             | Locatie in de gemeente |
| BU01141009    | Verspreide huizen Schoonebeek              | 250        | 2073             | 2063           | Locatie in de gemeente |
| BU01141100    | Emmen Centrum                              | 3460       | 125              | 125            | Locatie in de gemeente |
| BU01141101    | Emmermeer                                  | 5970       | 172              | 172            | Locatie in de gemeente |
| BU01141102    | Emmen-Oude Roswinkelerstraat               | 1430       | 113              | 113            | Locatie in de gemeente |
| BU01141103    | Emmen over het spoor                       | 1510       | 128              | 128            | Locatie in de gemeente |
| BU01141104    | Angelslo                                   | 7860       | 243              | 242            | Locatie in de gemeente |
| BU01141105    | Emmerhout                                  | 7110       | 208              | 203            | Locatie in de gemeente |
| BU01141106    | Bargeres                                   | 9640       | 249              | 247            | Locatie in de gemeente |
| BU01141107    | Bargermeer industrieterrein                | 70         | 751              | 744            | Locatie in de gemeente |
| BU01141108    | Rietlanden                                 | 10170      | 304              | 273            | Locatie in de gemeente |
| BU01141109    | Delftlanden                                | 190        | 232              | 232            | Locatie in de gemeente |
| BU01141200    | Parc Sandur                                | 2250       | 328              | 223            | Locatie in de gemeente |
| BU01141300    | Veenoord                                   | 2170       | 206              | 202            | Locatie in de gemeente |
| BU01141308    | Ermerveen                                  | 20         | 62               | 62             | Locatie in de gemeente |
| BU01141309    | Verspreide huizen Veenoord                 | 40         | 210              | 209            | Locatie in de gemeente |
| BU01142100    | Nieuw-Schoonebeek                          | 800        | 62               | 62             | Locatie in de gemeente |
| BU01142101    | Westelijk Nieuw-Schoonebeek                | 220        | 100              | 100            | Locatie in de gemeente |
| BU01142102    | Oostelijk Nieuw-Schoonebeek                | 270        | 154              | 154            | Locatie in de gemeente |
| BU01142109    | Verspreide huizen Nieuw-Schoonebeek        | 40         | 1463             | 1458           | Locatie in de gemeente |
| BU01143200    | Weiteveen                                  | 1560       | 134              | 131            | Locatie in de gemeente |
| BU01143201    | Oost- en West-Weiteveen                    | 140        | 35               | 35             | Locatie in de gemeente |
| BU01143209    | Verspreide huizen Weiteveen                | 40         | 1495             | 1227           | Locatie in de gemeente |